# Herb gminy Chorkówka
Herb gminy Chorkówka – jeden z symboli gminy Chorkówka.

## Historia

Stara wersja herbu

Pierwsza wersja herbu została uchwalona 12 czerwca 2003 roku. 
28 września 2021 roku został uchwalony nowy wygląd herbu, a wszedł w życie 26 października 2021 roku.
Nowy herb został zaprojektowany przez Jerzego Michtę, oraz uzyskał akceptację Komisji Heraldycznej.
Wraz z wejściem nowego herbu, gmina zatwierdziła nową flagę, na której znajduje się nowy herb, oraz nową pieczęć, która wykorzystuje tę samą symbolikę co herb. 

## Symbolika
Herb przedstawia biała lampę naftową, z czerwonym płomieniem i żółtą obudową, na czerwonym tle. Tarcza herbowa jest u podstawy zaokrąglona.
Symbolika herbu ma nawiązywać do Ignacego Łukasiewicza, konstruktora lampy naftowej, który to w latach 1865-1882 był właścicielem Chorkówki. Ponadto Łukasiewicz na terenie gminy założył pierwszą na świecie kopalnię ropy naftowej (w Bóbrce), oraz został tu też pochowany (w Zręcinie).